# Стейсі Рока
Стейсі Рока (народилася 12 вересня 1978 року в Саутпорті) — англійська акторка, відома завдяки ролі Рейчел у телесеріалі «Офіс», Клоуді Стівенсон у серіалі «Суворо конфіденційно» та Ненсі Тенч у драматичному серіалі Netflix «Мисливець за розумом».

## Біографія
Рока народилася у Саутпорті, провела дитинство в Йоганнесбурзі у Південній Африці, а потім повернулася до Англії. Вона відвідувала середню школу Formby і здобула рівень A в коледжі короля Георга V у Саутпорті, після чого переїхала до Лондона.
Рока навчався в Академії драматичного мистецтва Веббера Дугласа. і вивчала техніку Мейснера з Біллом Еспером в Esper Studio в Нью-Йорку.

## Кар'єра
Першою професійною роллю Роки стала головна роль у мюзиклі «Ближче до раю» у Вест-Енді Pet Shop Boys.
Рока дебютувала на телебаченні, зігравши Рейчел в телесеріалі «Офіс». Іншими її телевізійними роботами були Murder City, Burn It, Wild at Heart, Lie with Me і Strictly Confidential. Вона з'явилася у восьмій серії драми BBC «Waking the Dead», граючи Констебля, пізніше сержанта, Катріну «Кет» Говард.
Вона знімалася у фільмі «Що зробити до 30 років» (2004) і у короткометражних фільмах «Звук тиші» та "Знавці ". Вона зіграла вчительку в короткометражному фільмі Тіма Сміта «Школяр», присвяченому використанню підлітками зброї. Переїхавши до Сполучених Штатів, Рока з'явилася в фінальному сезоні драми CBS «Булл», яка вийшла в ефір у травні 2017 року. Вона регулярно знімається в серіалі Netflix «Мисливець за розумом», прем'єра 1 сезону якого відбулася в жовтні 2017 року.

## Фільмографія

### Телесеріали
| Рік      | Назва                            | Роль                    | Епізод                             | Примітка                  |
| -------- | -------------------------------- | ----------------------- | ---------------------------------- | ------------------------- |
| 2002 рік | Офіс                             | Рейчел                  | 6 епізодів (2002)                  | Комедія                   |
| 2003 рік | Спали це                         | Сью                     | Епізод 1.1 (2003)Епізод 1.4 (2003) | драма                     |
| 2004 рік | Мерсібіт                         | Хелен                   | Далекі пороки (2004)               | Процедура поліції         |
| 2004 рік | Місто вбивств                    | Доктор Меган Фінч       | Нічого святого (2004)              | Процедура поліції         |
| 2004 рік | Секс і брехня                    | Офісний працівник       |                                    | Телевізійний фільм        |
| 2004 рік | Швейцарець Тоні                  |                         | Кабельне шоу (2004)                | Комедія ситуації          |
| 2004 рік | Лягай зі мною                    | Джоанна Маккорт         |                                    | Телевізійний фільм        |
| 2005 рік | MIT: Група розслідування вбивств | Мегс Олдертон           | Епізод 2.1 (2005)                  | Процедура поліції         |
| 2005 рік | Лікарі                           | Келлі Бруксон           | Пам'ятна ніч (2005)                | Мильна опера              |
| 2005 рік | Йду, і я спотикаюся              | Семмі                   |                                    | Телевізійний фільм        |
| 2005 рік | Холбі Сіті                       | Джекі Райлі             | Довге прощання (2005)              | Медична драма             |
| 2006 рік | Суворо конфіденційно             | Клоді Стівенсон         |                                    | драма                     |
| 2006 рік | Дикий в серці                    | Рубі Робсон             | Епізод 1.3 (2006)                  | драма                     |
| 2009 рік | Пробудження мертвих              | DS Катріна «Кет» Говард |                                    | Процедура поліції         |
| 2010 рік | Літераторки                      | Леслі Кребтрі           | 7 епізодів (2010)                  | Комедія                   |
| 2011 рік | Білий фургон                     | Сьюзен                  |                                    | Комедія                   |
| 2011 рік | Безсоромний                      | Алайя Марш              |                                    | Комедійна драма           |
| 2017 рік | Булл                             | Сесілія Новак           |                                    | Комедійна драма           |
| 2017 рік | Мисливець за розумом             | Ненсі Тенч              |                                    | драма                     |
| 2019 рік | Чорний список                    | Ханна Хейс              | Ханна Хейс (№ 125) (2019)          | Кримінальна драма         |
| 2020 рік | Простір                          | Лідія                   |                                    | Науково-фантастична драма |

### Фільми
| Рік      | Назва                           | Роль                       | Примітки       |
| -------- | ------------------------------- | -------------------------- | -------------- |
| 2004 рік | Що потрібно зробити до 30 років | Джина Монкур               | Художній фільм |
| 2004 рік | Звук тиші                       | Жінка на верхньому поверсі | Короткий фільм |
| 2007 рік | Школяр                          | вчитель                    | Короткий фільм |
| 2009 рік | Знавці                          | Летті                      | Короткий фільм |